# Ida Ehre
Pour les articles homonymes, voir Ehre.
Ida Ehre, née le 9 juillet 1900 à Prerau (margraviat de Moravie, Autriche-Hongrie) et morte le 16 février 1989 à Hambourg (Allemagne), est une actrice, metteur en scène et directeur de théâtre austro-allemande.

## Filmographie partielle

### Comme réalisatrice
- 1967 : Verbotenes Land (TV)
- 1970 : Das Kuckucksei (TV)

### Comme actrice

#### Au cinéma
- 1947 : In jenen Tagen : Frau S. Bienert / 3. Geschichte
- 1949 : Der Bagnosträfling : Madame Vauquer
- 1960 : Auf Engel schießt man nicht : Äbtissin
- 1961 : Die toten Augen von London : Ella Ward
- 1962 : Der Zigeunerbaron : Czipra